# アラン・プロスト
アラン・マリー・パスカル・プロスト（Alain Marie Pascal Prost, 1955年2月24日 - ）は、アルメニア系フランス人の元レーシングドライバー。1985年・1986年・1989年・1993年と4度のF1ドライバーズチャンピオンに輝いた。愛称は「プロフェッサー」。
1999年に国際モータースポーツ殿堂（The International Motorsports Hall of Fame）入り。レーシングドライバーのニコラ・プロストは長男。

## 人物
現役時にはその走りから「プロフェッサー」の異名をもっていた。ネルソン・ピケ、ナイジェル・マンセル、アイルトン・セナとは、1980年代から1990年代前半のF1を代表するドライバーとして、纏めて「四強」「ビッグ4」「F1四天王」等と称される。特に、再三チャンピオン争いを演じたセナとのライバル関係は度々話題に挙がり、日本では2人の対決は「セナ・プロ対決」と呼ばれた。
F1で通算51勝をあげており、2001年にミハエル・シューマッハが更新するまで最多勝記録であり、2024年現在では歴代5位。通算4度のドライバーズチャンピオン獲得は、シューマッハ、ルイス・ハミルトンの7回、ファン・マヌエル・ファンジオの5回に次いで、セバスチャン・ベッテルと並ぶ歴代4位タイの記録である。現在、フランス人で唯一のF1ドライバーズチャンピオンでもある。

## 初期の経歴

### カートとの出会い
フランス中部ロワール県の小さな町の、家具などを作る大工の子として生まれる。少年期は地元のプロサッカークラブ・ASサンテティエンヌを応援しプロサッカー選手になることを夢見てサッカーに明け暮れる毎日だった。14歳の時、休日に家族で訪れたニースでたまたま遊びで乗ったゴーカートがモーターレーシングの最初の一歩となった。

### レーシングカート
1972年にヨーロッパ・ジュニア・カート選手権でチャンピオンに輝くなど、1974年までに、フランス及びヨーロッパの幾つかのジュニアカート選手権で優勝。1975年には、フランスのシニアカート選手権を制覇。

### ジュニアフォーミュラ
1976年にジュニアフォーミュラに転向しフォーミュラ・ルノー・フランス選手権に参戦。全13戦中ガス欠でリタイアした最終戦を除いた12戦で勝利を挙げ、ポール・ポジション（以下：PP）6回、ファステストラップ（以下：FL）11回の成績でチャンピオンを獲得。1977年には、フォーミュラ・ルノー・ヨーロッパ選手権にステップアップし、6勝・3PP・7FLとここでもチャンピオンを獲得した。またこの年はノガロとエストリルでF2にもスポット参戦し、それぞれ10位・リタイアという結果を残している。

### F3
1978年、ヨーロッパF3選手権にマルティニMk21B・ルノーで参戦したが、全11戦中1勝、1PP・1FL・3リタイア（原因は全てエンジントラブル）と振るわず、ポーで行われたF2にもシェブロンB40・ハートで出走したが、こちらもエンジントラブルでリタイアであった。この年はフランスF3選手権にも参戦し、こちらではチャンピオンを獲得している。1979年、前年に引き続きヨーロッパF3にマルティニMk27・ルノーで参戦。全13戦中9勝、4ポールポジション、8ファステストラップでチャンピオンを獲得した。この年にもフランスF3選手権に参戦し、これを連覇している。

## F1における経歴

### デビュー前
プロストは母国のF1チームであるリジェへの加入に憧れていたこと、1979年途中でリジェのレギュラーであるパトリック・デパイユがハンググライダー事故により長期欠場を強いられていたことから、ギ・リジェと交渉も持ったが、リジェが「F3卒業したてでは、他にもジャッキー・イクスも乗りたいと言っているし、候補は多くいる。」と、プロストは多額のシート料を要求され、願いは叶いそうになかった。そこに、F3で9勝と圧勝したプロストの戦績にマールボロが興味を持ち、スポンサーをしていたマクラーレンでポール・リカール・サーキットをテスト走行する機会を設けた。そのテストで同じく有望な若手として参加していたケビン・コーガンより速かっただけでなく、レギュラードライバーであるジョン・ワトソンよりも速いタイムを記録した為、マクラーレンは1980年のレギュラードライバーとしての契約を申し出た。

### マクラーレン時代（第1期）
1980年
開幕戦アルゼンチンGPにて、マクラーレン・M29でF1デビュー。予選12位から決勝6位と、デビュー戦での入賞を果たす。続く第2戦ブラジルGPでも5位に入った他、第8戦イギリスGPで6位、第11戦オランダGPで新シャシーM30をドライブし6位と、当時低迷期だったマクラーレンにおいて4度の入賞を記録し、ランキングは15位。チームメイトの先輩ジョン・ワトソンに対し、予選では13勝1敗と大きく勝ち越した。
チーム低迷期だったことから、シャシーが開幕時のM29、第5戦からM29C、第11戦からM30と変更続きで、信頼性不足でもありマシン側に起因する事故も数回経験し第3戦南アフリカGPでは予選初日にサスペンショントラブルでクラッシュし左手首を骨折してしまい同GP決勝と第4戦アメリカ西グランプリを欠場、最終戦アメリカ東グランプリ（ワトキンス・グレン）でも予選でクラッシュに見舞われプロストは頭部に強い衝撃を受けたため決勝を欠場している。
マクラーレンとは複数年契約がなされていたが、この年地元フランスのルノー・ワークスからオファーを受けて移籍を決意。マクラーレンにはロン・デニスが合流した直後で組織改革が進められている状況だったことから、「これまでのチーム・マクラーレンと、デニスによるマクラーレン・インターナショナルは別組織である」という論理で、契約を破棄した。

### ルノー時代
1981年

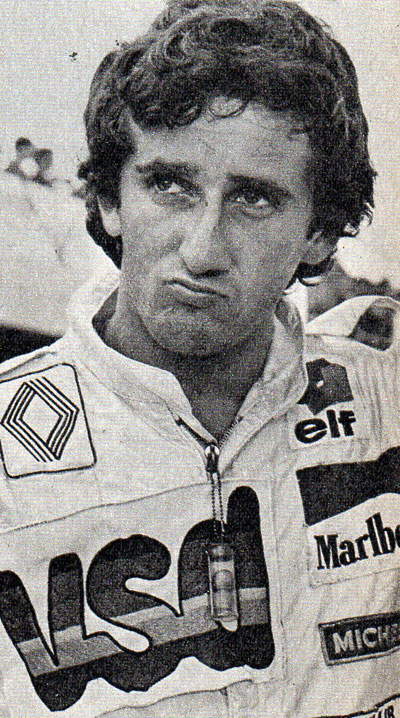
ルノー時代（1981年）

第3戦アルゼンチンGPにて3位となり、初表彰台を獲得。第8戦の母国フランスGPでは、予選3位からFLをマークしての初優勝を達成した。その後、第12戦オランダGPと第13戦イタリアGPを連勝するなど、計6度の表彰台でランキング5位となった。
一方でマシントラブルの多さにも悩まされ、表彰台に立った6レース以外は全てリタイアであった。
1982年
開幕戦南アフリカGP・第2戦ブラジルGPと2連勝を果たし、タイトル争いで先行したが、マシンの信頼性不足や自身のミスにより、以降の7戦中5回のリタイアなど入賞すら逃すレースが多かった。予選では5回のPPを含むフロントローを9回獲得する速さを見せたが、結局優勝は序盤の2回のみ、最終的なランキングは4位に留まりチャンピオン獲得はならなかった。
また、チームメイトのルネ・アルヌーとの確執が噂され、第11戦フランスGPでは、タイトルの可能性のあったプロストを先行させるようチームオーダーが出ていたが、アルヌーはこれを無視して優勝、プロストは2位に終わった。
この年、共に親友であったフェラーリのジル・ヴィルヌーヴとディディエ・ピローニのチームメイト同士の確執、その結末としてのヴィルヌーヴの事故死、また、ピローニを再起不能へ追い込んだ雨の事故といった出来事が、その後のレース人生に影響を与えた。
1983年

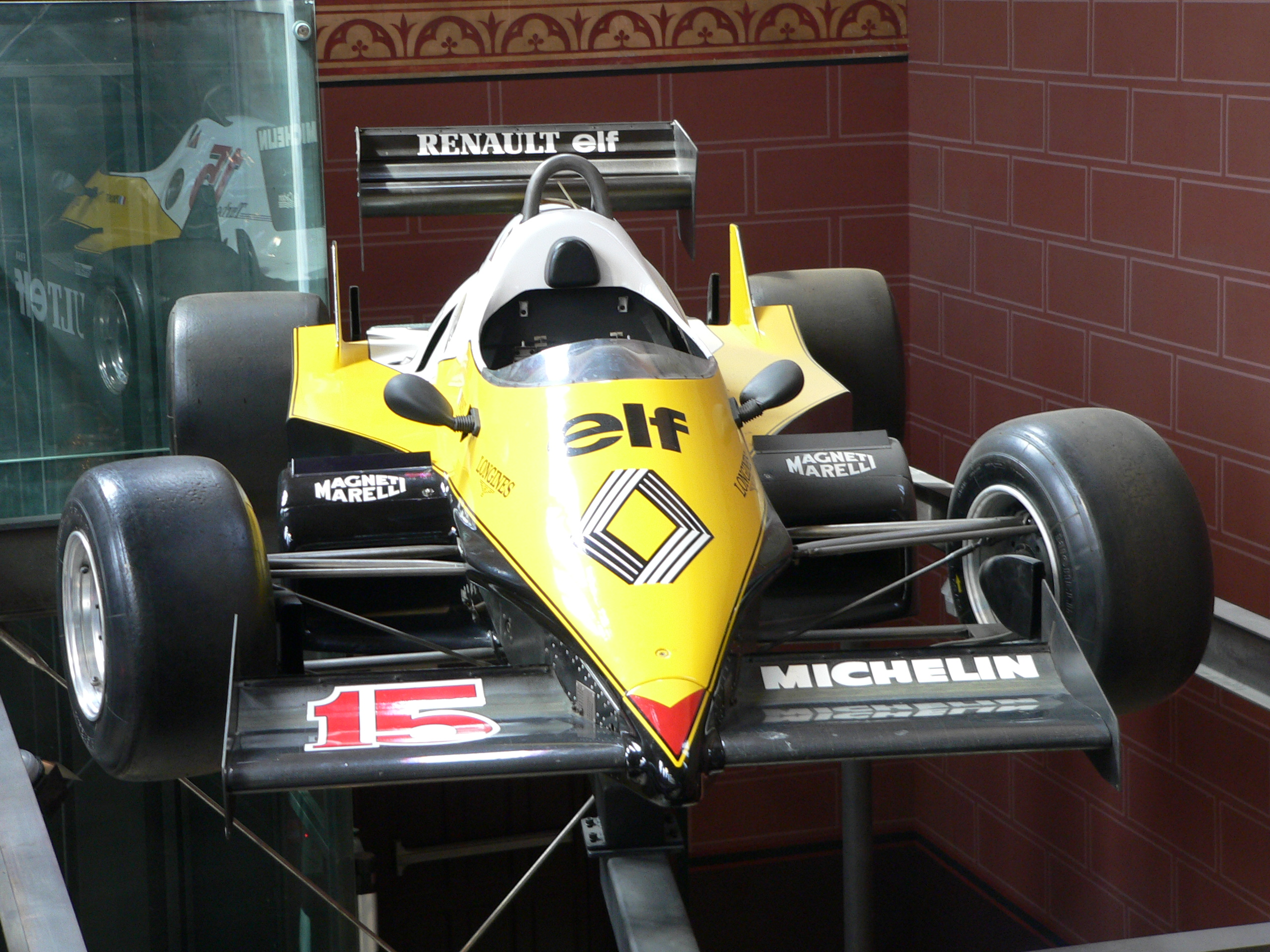
ルノーRE40（1983年）

第3戦の母国フランスGPで、シーズン初勝利をPP、FL、優勝のハットトリックで達成すると、第6戦ベルギーGPでポールトゥウィンを飾るなど4戦連続で表彰台を獲得し、タイトル争いをリードする。以降も第9戦イギリスGP、第11戦オーストリアGPで優勝するなど、ブラバムのネルソン・ピケに対し、オーストリアGP終了時点では14ポイントのリードを築いていた。
しかし第12戦オランダGPにて、42周目にピケへの追い抜きを試みて接触し、シーズン初リタイアを喫す。ここから流れが変わってしまい、続く第13戦イタリアGPはリタイア、第14戦ヨーロッパGPは2位に終わり、この2戦を連勝したピケに2ポイント差にまで詰め寄られる。迎えた最終戦南アフリカGPでも流れを変えることはできず、見せ場のないままレース前半にリタイア。3位でフィニッシュしたピケに逆転され、2ポイント差でチャンピオンを逃した。
（特殊燃料の使用疑惑など）ブラバムの戦闘力向上に対してルノーは手をこまねいていたが、チームは敗戦の原因をプロストに転嫁。フランス国内でもバッシングを受け、チームを去ると共に家族揃ってスイスへ移住する。これにロン・デニスがアプローチしたことで、古巣マクラーレンへの復帰を決めた。

### マクラーレン時代（第2期）
1984年

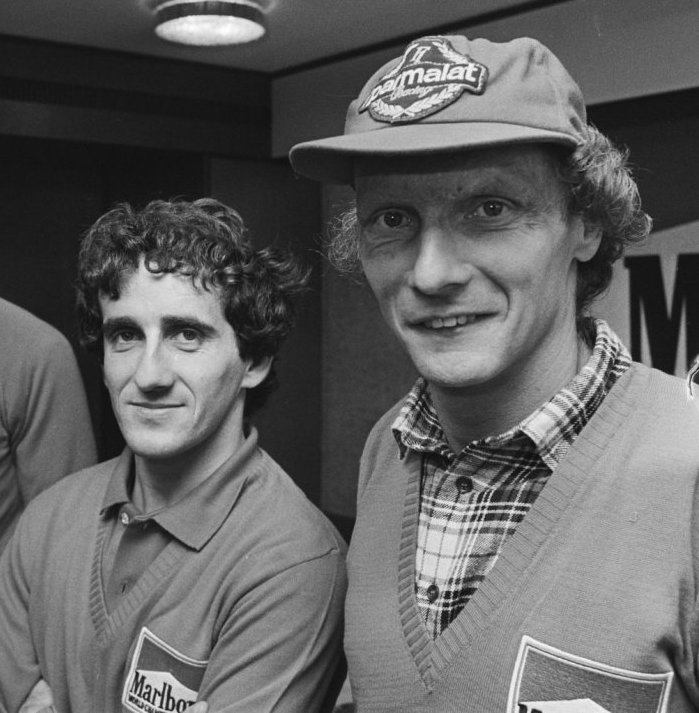
マクラーレン時代の先輩ニキ・ラウダと（1984年）

既に2度のドライバーズチャンピオンを獲得していたニキ・ラウダがチームメイトとなり、この年は完全にマクラーレンによって支配されるシーズンとなった。予選では16戦中15戦でラウダを上回るなど、純粋な速さでは圧倒したが、タイトル争いはプロストが勝てば次はラウダ、ラウダが勝てば次はプロストと常に一進一退の緊迫した展開となった。
しかし確実に上位入賞しポイントを稼ぐラウダが次第に差を広げ、プロストは第14戦イタリアGPをリタイアした時点で自力チャンピオンの可能性を失う。それでも第15戦ヨーロッパGPで優勝し望みを繋ぎ、3.5ポイント差を追う状況で最終戦ポルトガルGPを迎えた。自身が優勝しラウダが3位以下なら逆転チャンピオンという条件の中、ラウダが予選で11位に埋もれ、プロストは予選2位でフロントローを得た。決勝でもプロストはレースの大半をリードしての優勝を飾ったが、対するラウダは後方グリッドからファステスト・ラップを出しながらの追い上げとなり、ファイナルラップで2位に浮上しチェッカーを受ける。その結果0.5ポイント差という、史上最小得点差でプロストはチャンピオンを逃した。この年のシーズン7勝は、当時歴代1位タイの記録だった（対するラウダは5勝）。また、プロストのF1キャリアで唯一の「年間を通しての総獲得ポイントでチームメイトに負けた」シーズンとなった（1988年はアイルトン・セナにチャンピオンの座を取られているが、当時は有効ポイント制（1988年の場合は、16戦中11戦のポイントが採用）が採用されていた為、年間を通しての総獲得ポイントではプロストが105ポイント、セナが94ポイントで、プロストの方が11ポイント多い）
この年までのプロストは、予選から速さを前面に押し出す激しいスタイルだったが、2年連続僅差でチャンピオンを逃したこと、特にこの年ラウダの決勝レースに照準を合わせた走りの強さを身をもって体感したことが教訓となり、後のドライビングスタイルに大きく影響したシーズンとなった。
また結果論ではあるが、第6戦モナコGPでの行為が、チャンピオン争いに影響したとしばしば話題に上がることとなった。豪雨となったレースで、プロストは危険なコンディションであるためにレースの早期終了をアピール。規定周回数以下で赤旗掲示によりレースは打ち切りとなり、優勝したプロストには本来の半分の4.5ポイントが与えられた。しかし、規定周回数までレースが続行されていれば、猛追していたアイルトン・セナとステファン・ベロフに抜かれていたとしても、繰り上げにより2位(6ポイント)を獲得でき、ラウダを抑えてチャンピオンを獲得していたことになるためである。
1985年

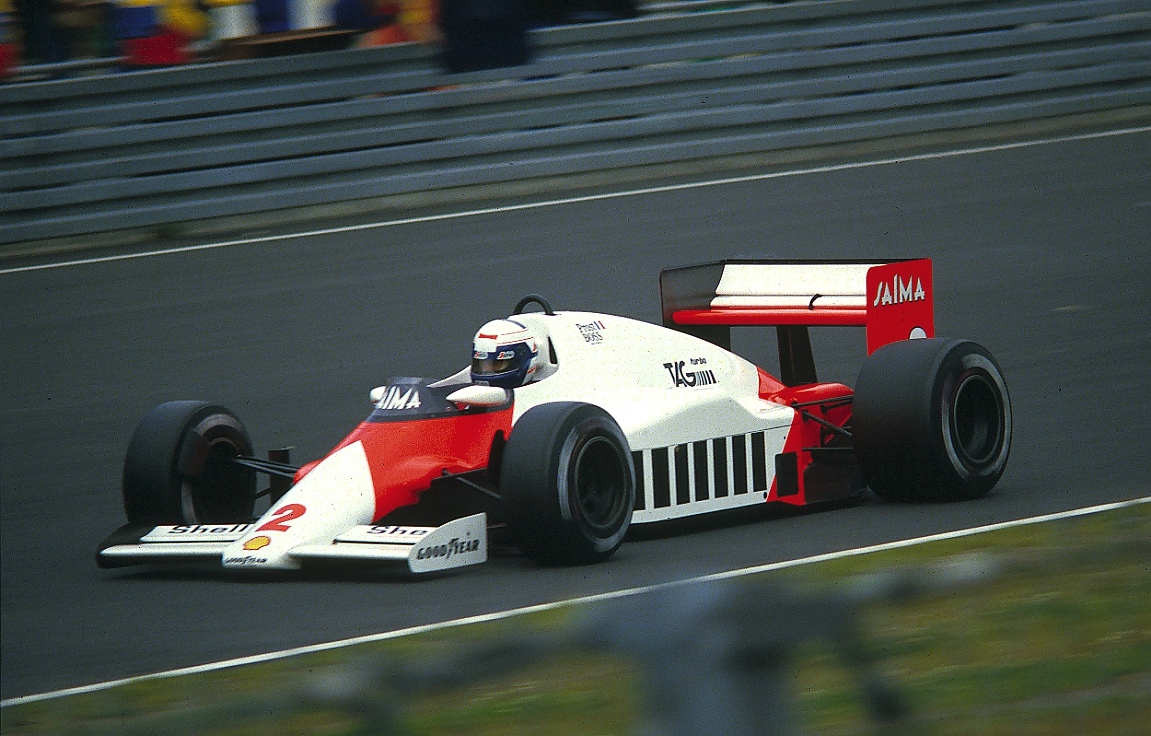
マクラーレンMP4/2Bを駆り初のチャンピオンタイトル獲得

開幕戦ブラジルGPで優勝し幸先の良いスタートを切る。ラウダには前年までの強さは見られず、この年をもって引退。チャンピオン争いはフェラーリのミケーレ・アルボレートとの一騎打ちとなる。共に安定した成績を収めており、シーズン開始から中盤にかけては、アルボレートがランキングトップに立つこともあるなど、ポイント数は拮抗していたが、第12戦イタリアGP以降アルボレートの成績は突如乱れ、終盤5戦は全てノーポイントに終わる。これに対しプロストは、特に中盤から後半戦で着実にポイントを重ねたためこの差が明暗を分け、最終的には5勝を含め11回の表彰台を獲得し、20ポイント差でチャンピオンを獲得。フランス人として初の栄誉となった。
1986年
第3戦サンマリノGPでシーズン初勝利を記録し、第4戦モナコGPでも連勝。この年はウィリアムズ・ホンダ勢のマンセル、ピケとのチャンピオン争いとなり、特に中盤以降ウィリアムズ優勢の中でシーズンが進むが、第6戦カナダGPからの4戦連続表彰台、ウィリアムズ勢が共にリタイアした第12戦オーストリアGPでの優勝など確実に結果を残し、最終戦オーストラリアGPを迎えた。
プロストはこの段階でランキング2位の64ポイントを獲得しており、ランキング首位のマンセル（70ポイント）に6ポイント差をつけられており、逆転してチャンピオンとなるには「プロスト自身が優勝し、かつマンセルが4位以下」という極めて不利な条件が付いていた。レース開始後もゲルハルト・ベルガーと接触し、32周目に予定外のピットインを強いられるなど苦しい展開となった。ただピットストップの際にプロストのタイヤの摩耗が予想を下回っており、グッドイヤーのタイヤエンジニアが他チームに「タイヤ交換の必要なし」という判断を伝えた。これがレース終盤に大きな影響を及ぼす。
まず63周目にそれまでトップを独走していたチームメイトのケケ・ロズベルグの右リアタイヤがバーストしリタイアすると、64周目に代わってトップに立ったマンセルも左リアタイヤをバーストさせリタイアとなった。これによりグッドイヤーから「ピケのタイヤを交換した方がいい。安全を保障できない」と言われた65周目にウィリアムズ・ホンダ陣営はマンセルに代わってトップに立ったピケのタイヤ交換を行い、この間にプロストが首位に立った。その後、燃費に問題を抱えたマシンでピケの猛追を抑えたプロストがそのまま優勝し、6ポイント差を逆転しチャンピオンとなった。2年連続王座は1959年と1960年のジャック・ブラバム以来26年ぶりの快挙だった。
1987年
開幕戦ブラジルGPを制し、第3戦ベルギーGPでは同僚・ステファン・ヨハンソンとの1-2フィニッシュでシーズン2勝目を挙げランキングトップに立つなど好調な序盤だったが、前年と同じくウィリアムズのピケとマンセルがホンダ・ターボパワーの優位を生かしシーズンを支配した。プロストは年間3勝を上げたものの、搭載するTAGポルシェエンジンとホンダエンジンとのパワー差から苦戦を強いられ、ランキングは4位に留まった。しかし、第12戦ポルトガルGPでのシーズン3勝目は、自身の通算28勝目となり、1973年にジャッキー・スチュワートが記録した最多優勝回数27を14年ぶりに更新しF1史上最多勝利者となった。また、堅実にポイントを稼ぐことでシーズン終盤、第14戦メキシコGPまでタイトルの可能性を残していた。
第15戦日本GPでは、序盤のタイヤバーストで一旦は最後尾（26位）まで順位を落としながらも猛追して7位まで挽回。このレース中35周目にプロストが記録したファステストラップ1分43秒844は、優勝したフェラーリのベルガーのベストラップ1分45秒540より1.7秒も速いものだった。ジャーナリストのアラン・ヘンリーはこの時の走りを絶賛し、「すでにチャンピオンの可能性も無く、チームリーダーとしての自尊心だけが原動力であり、彼には何の見返りがなくても恐ろしく速く走る能力があることを証明した。」と称えた。
1987年イタリアグランプリ開催中の9月4日、来季からのマクラーレンとホンダの提携が発表され、翌年からプロストもホンダパワーで戦えることになった。
1988年

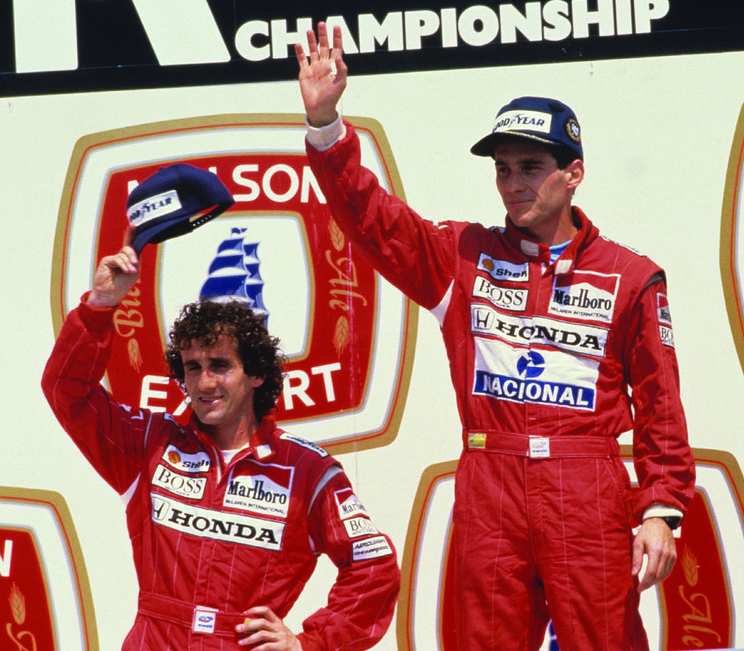
同僚のセナとシーズンを席巻（1988年）

ホンダ・RA168Eエンジンに合わせて開発したニューマシンMP4/4を投入。チームメイトにはロータスからアイルトン・セナが加入。この年、マクラーレンは開幕から11連勝する新記録を樹立し、プロストとセナ2人で全16戦中15勝を挙げるなどシーズンを完全に席巻した。加えて15勝中の10勝は1-2フィニッシュであり、3位以下を全て周回遅れにするレースもあるなど他を圧倒したシーズンだった。
チーム体制がジョイントNo.1だった為、2人は毎戦のようにバトルを繰り広げ、ポイントは分散した。チャンピオン争いの最中だった第13戦ポルトガルGPでは、赤旗再スタートの直後にイン側のプロストがセナに幅寄せを行う。2周目のメインストレートではスリップストリームからセナをイン側から抜こうとしたプロストに対し、セナが報復するかのようにウォール側へ複数回の幅寄せを行った。フジテレビの実況ではセナの激しい幅寄せに「おっと！ぶつかった！タイヤが接触！」と叫んでいる。現在の基準に照らし合わせれば、それほど大したことではないかもしれないが、当時に容認される基準をはるかに超えるものだった。これを機に、それまで良好な関係を築いていたセナとの間に溝が出来始める。タイトル争いは終盤までもつれ込むが、第15戦日本GPでセナに抜かれて2位に終わり、そのままセナの初タイトル獲得が決定した。プロストは16戦中優勝7回・2位7回と安定した成績を残し、総獲得ポイントではセナを11ポイント上回っていたが、当時の有効ポイント制により王座を逃す結果となった。
1989年
ターボエンジンからNA(自然吸気)エンジンへとレギュレーションが改革されたこの年も、マクラーレン・MP4/5は全16戦中10勝をあげる高い戦闘力を持っていたが、チームメイトであるセナとの確執は、この年の第2戦サンマリノGPに決定的となる。フェラーリのベルガークラッシュ炎上事故後の再スタート前にセナとプロストの間には、『スタート直後の最初のコーナーを抜けるまではお互い勝負しない』という「紳士協定」が結ばれていた。スタートで先行したプロストではあったが、最初のコーナーをタンブレロとするかトサとするかで2人の解釈に齟齬が生じ、セナはトサコーナーであっさりとプロストを抜き去ってしまった（1回目のスタート時はセナが先行したため問題は発生しなかった）。紳士協定を反故にしたとして怒ったプロストは、3位までの入賞者に義務づけられている記者会見をボイコットして自家用ヘリでサーキットを去り、後日罰金を科せられた。 
チーム崩壊を恐れたロン・デニス（デニスはこの紳士協定を関知していなかった）を交えた翌週の三者会談で、セナは「紳士協定は1回目のスタートのみ」「協定はトサ・コーナー入り口のブレーキングポイントまでだ」と抗弁したが、デニスに促され、最後は渋々ながら非を認め謝罪、これにより両者は一旦和解した。しかし、今度は「和解時の話し合いの内容を口外しない」という紳士協定をプロストが破り、セナの不誠実さに対する非難を交えながら仏紙レキップの記者にリーク。2人の溝はいよいよ埋められないものとなって行く。

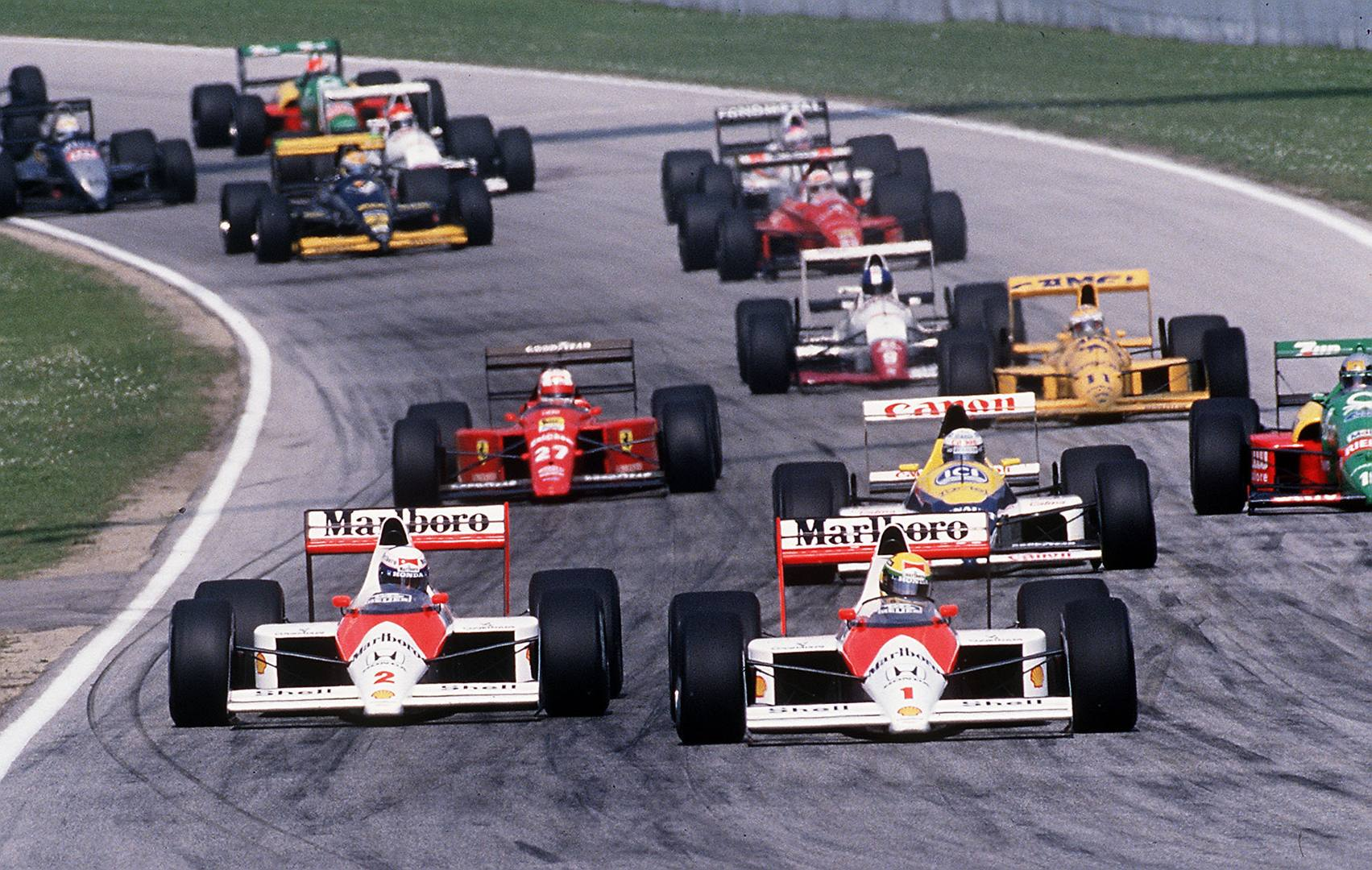
マクラーレン在籍最終年、同僚セナと激しく争う（1989年）

その後、デニスの説得にもかかわらず、プロストはシーズン中盤の地元フランスGPを前にマクラーレン離脱を発表、決勝レースでは一度もトップを譲らず完勝する。ルノーエンジンを擁するウィリアムズから巨額の契約金をオファーされるが、最終的にフェラーリへの移籍を決断。フェラーリの地元イタリアGPを前に正式発表し、そのレースでも優勝を飾る。ホンダの記念すべき50勝目は、既にフェラーリドライバーとしてイタリアの観衆に熱烈歓迎されるプロストにより達成という結果になった。この際、表彰式の時に契約上チームの所有物である優勝トロフィーを地元のファンに投げ与えてしまい、デニスが不快感を示した。また、度重なるエンジン待遇差別発言に業を煮やしていたホンダの怒りも頂点に達し、プロストへのエンジン供給停止を通告してきた。後日プロストは、トロフィーをレプリカで「弁償」するとともに、ホンダにも謝罪した。
日本GPの予選では、セナに1秒以上の差をつけられ2位になる。プロストはウィングを若干寝かせストレートでのスピードを伸ばすセッティング変更を、ダミーグリッド上で決断する。 決勝レースでは、スタートでセナの前に出たプロストは、セナがコーナーで接近しても直線で引き離す、という展開が続く。このような状態が47周目まで続いたが、この周回の最終コーナー手前のシケイン、イン側に寄せて追い抜こうとしたセナと、アウトからコーナーにアプローチしたプロストが接触し、両者は並んでコース上に停止。即座にマシンを降りたプロストはコントロールタワーへ向かい、接触の原因はセナの無謀な追い越しにあると非難した。一方コースに復帰しトップでチェッカーを受けたセナは、レース後に「コース復帰時のシケイン不通過」を理由に失格の裁定を下された。これに対して多くのドライバーから「シケインを通過できなかったとき、マシンをUターンさせコースに戻るのは危険であり、エスケープから安全にコースに復帰したセナの行為を危険と見なすのはおかしい」という抗議がなされたため、セナの失格の理由は「押しがけ（これは元々レギュレーションで禁止されている）」に変更された。 
接触をめぐり、プロストとセナのどちらが悪いかでメディアやファンの間で論争が続いた。プロストはレース前にメディアに対して「セナに対してもうドアは開けない（譲らない）」と宣言しており、それを実行した形となった。2週間後の最終戦オーストラリアGP決勝は「豪雨のため危険すぎる」としてプロストは棄権したが、タイトルを争うセナが雨中で他車に追突しリタイア、ノーポイントに終わったために日本GPでのセナの裁定結果を待たずに、3度目のワールドチャンピオンを獲得した。

### フェラーリ時代
1990年

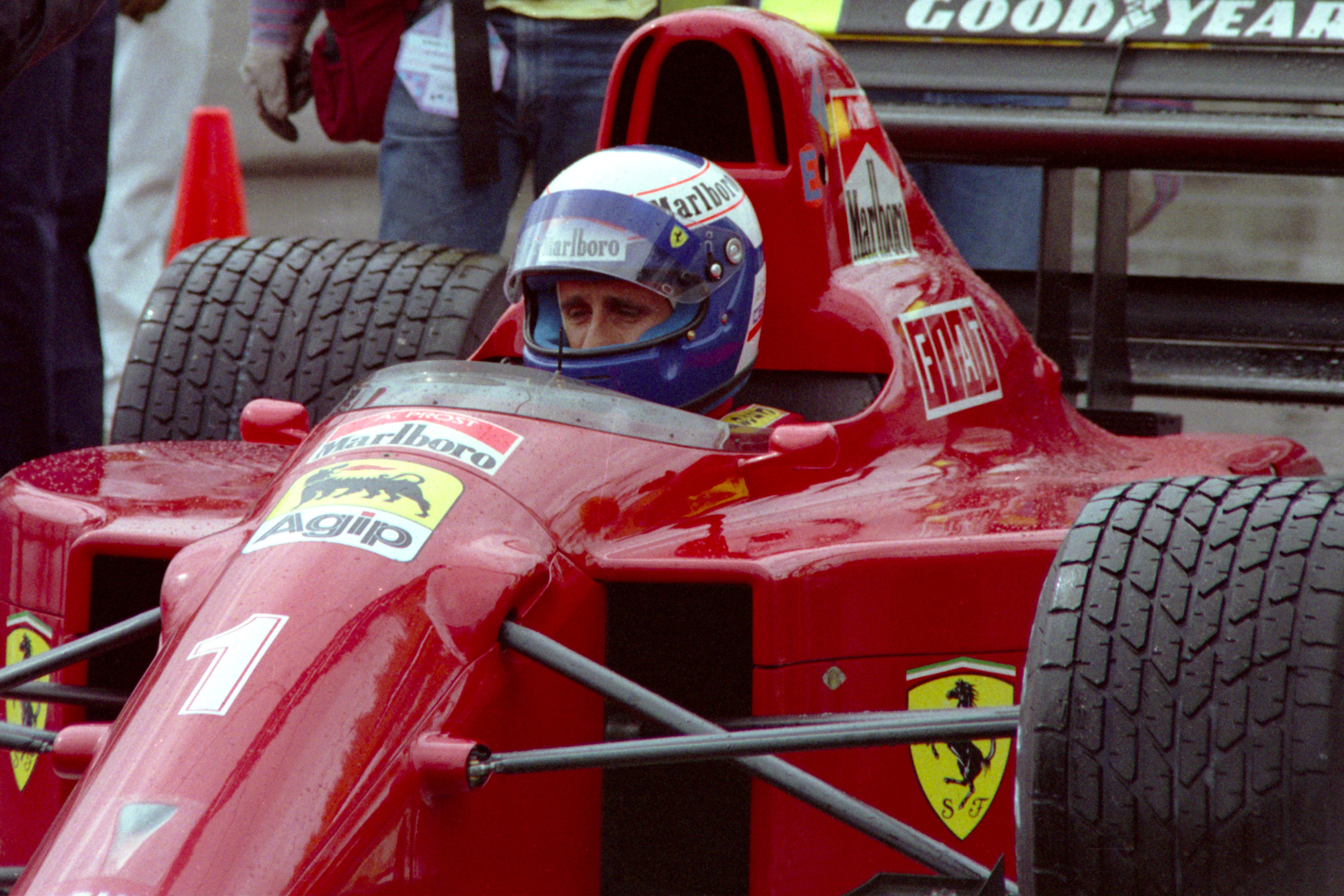
フェラーリ時代（1990年）

プロストはチャンピオンに与えられるカーナンバー"1"を手土産にフェラーリに移籍、ナイジェル・マンセルをチームメイトとしてマクラーレンに残ったセナと3年連続でチャンピオン争いを繰り広げることとなる。
ニューマシンフェラーリ641で迎えた開幕戦アメリカGPは散々な結果だったものの、続く第2戦ブラジルGPでは、首位のセナと中嶋悟の接触事故の後に首位にたち、移籍後初勝利をあげる。第6戦メキシコGPでは13位スタートながら、タイヤ無交換作戦で順位を上げて逆転優勝した。ここから3連勝、特に第7戦フランスGPでの母国優勝は、フェラーリにとってF1通算100勝目であった。第8戦イギリスGP終了時点では一旦ランキングトップに立つが、この年はセナも安定して成績を収めており、第9戦ドイツGP以降は再度リードを許した。
当時は画期的なセミオートマを採用し、空力ではマクラーレンを駕いでいたとされる。
第13戦ポルトガルGPでは予選でマンセルがPPを獲得、プロストも2位でフロントロウを独占するが、決勝スタートでマンセルがプロストに幅寄せし（マンセルはレース後故意ではなかったと釈明）、予選での好調を無駄にするように3位と5位に順位を下げる展開となってしまった。結果的にマンセルは挽回し優勝を手にしたが、プロストはマンセルのスタートでの行動をコントロールできなかったチェーザレ・フィオリオ監督のマネージメント能力を疑い始めるきっかけとなった。翌年「フィオリオにチームを強くする力がないと思い始めたのはポルトガルでマンセルのスタートを制御できなかったのがきっかけだ。」と告白することになる。
第14戦スペインGPでシーズン5勝目を挙げて望みを繋ぎ、セナが9ポイントをリードした状況で第15戦日本GPを迎える。スタートではプロストが先行したが、第1コーナーへ進入する際に、先行していたアウト側のプロストをイン側からセナが押し出す形でリタイアとなり、チャンピオンを逃すこととなった。同じサーキットで同じドライバー同士が、2年連続で接触してのチャンピオン決定劇と言う後味の悪い結末となった。1年後にセナはスタート直後「故意にぶつけた」ことを認めている。
1991年
1991年のフェラーリは、前年のマシン641/2をレギュレーション改訂に合わせて642として投入。プレシーズンのテスト結果は好調であったが、開幕してみると優勝争いには加われず結果が伸び悩んだ。
641/2がベストハンドリングマシンと言われたのに対し、642では新レギュレーションによりウイング幅やディフューザーの縮小などでダウンフォースが減少したため、それまでのハンドリングのよさが失われ、戦闘力を欠くこととなった。搭載するTipo037・V12エンジンが重く、馬力でホンダRA121EエンジンやルノーRS3エンジンより劣りはじめたことも不利に働いた。フェラーリの地元となる第3戦サンマリノGPでは、スコールにより急激に濡れた路面でフォーメーションラップ中にスピンしてコースアウトを喫し、そのままDNS（未出走）となってしまう失策もあった。第4戦モナコGP後には、前年終盤以後プロストと意見が対立しニューマシンの導入時期を見誤ったチェーザレ・フィオリオ監督が5月14日フェラーリ取締役会議により更迭された。
7月の第1週に開催されたフランスGPで新型643が実戦投入されたが、開幕戦に持ち込んだ642の完敗を受け急ピッチで実質3ヶ月という短期間で製作された経緯を持ち、十分な事前テストが出来ないまま実戦デビューさせざるを得なかった。フランスGPでは、プロストが予選2位からスタートし、レース序盤マンセルと優勝争いを演じて復調を思わせたが、以後はまた中位に沈み、チームとの関係は悪化する。夏の高速3連戦（フランス・イギリス・ドイツ）ではマクラーレン・ホンダとは戦えたが、ウィリアムズ・ルノーには歯が立たなかった。以後の後半戦ではマクラーレンにも歯が立たなくなる。
第15戦日本GPを4位で完走したが、その終了後に「今のフェラーリは赤いカミオン（大型トラック）だ」と発言したことでフェラーリ首脳の逆鱗に触れ、最終戦を待たずしてチームから契約解除を言い渡され、解雇となった。フィオリオの後任としてフェラーリのマネージングディレクターに就いていた元ランチアのクラウディオ・ロンバルディは「プロストはチームの外に向けて、致命的なコメントを出しすぎた」と解雇理由を語った。結局この年はデビューイヤー以来11年ぶりとなる「優勝が1度も無い」不本意な成績に終わった。

### 休養
1992年
フェラーリ解雇後は自チーム結成に向けて動きを見せる。ルノーエンジンを搭載するリジェを買収するための交渉を行い、自らリジェ・JS37のテストドライブもした。また、マクラーレン時代のデザイナーであるジョン・バーナードと共にトムスGBを母体とした新チーム設立を試み、トヨタからエンジン供給を引き出そうと動いた。しかし、いずれも実現には至らず、結局1年間の休養を表明。フランスのテレビ局のF1中継解説者として浪人生活を送ることになった。
その一方、水面下でルノーの仲介によりウィリアムズと接触し、1993年からのウィリアムズ・ルノーへの加入を発表する。最強マシンを求めるセナを交えたシート争奪戦の結果、この年のF1ワールド・チャンピオンに輝いたマンセルがウィリアムズを去り、CARTシリーズへ転向する結果となった。
ウィリアムズとの契約条項にはセナのチーム入りを拒否する条項があったとされ、セナは公然とプロストを批判する。
1年の浪人生活からトップチームへと返り咲いた。
しかしながらこのプロスト、マンセル、セナという3名のチャンピオン同士によるシート争いでは政治的な動きが垣間見え、プロストの印象は良くないものだった。

### ウィリアムズ時代・引退
1993年

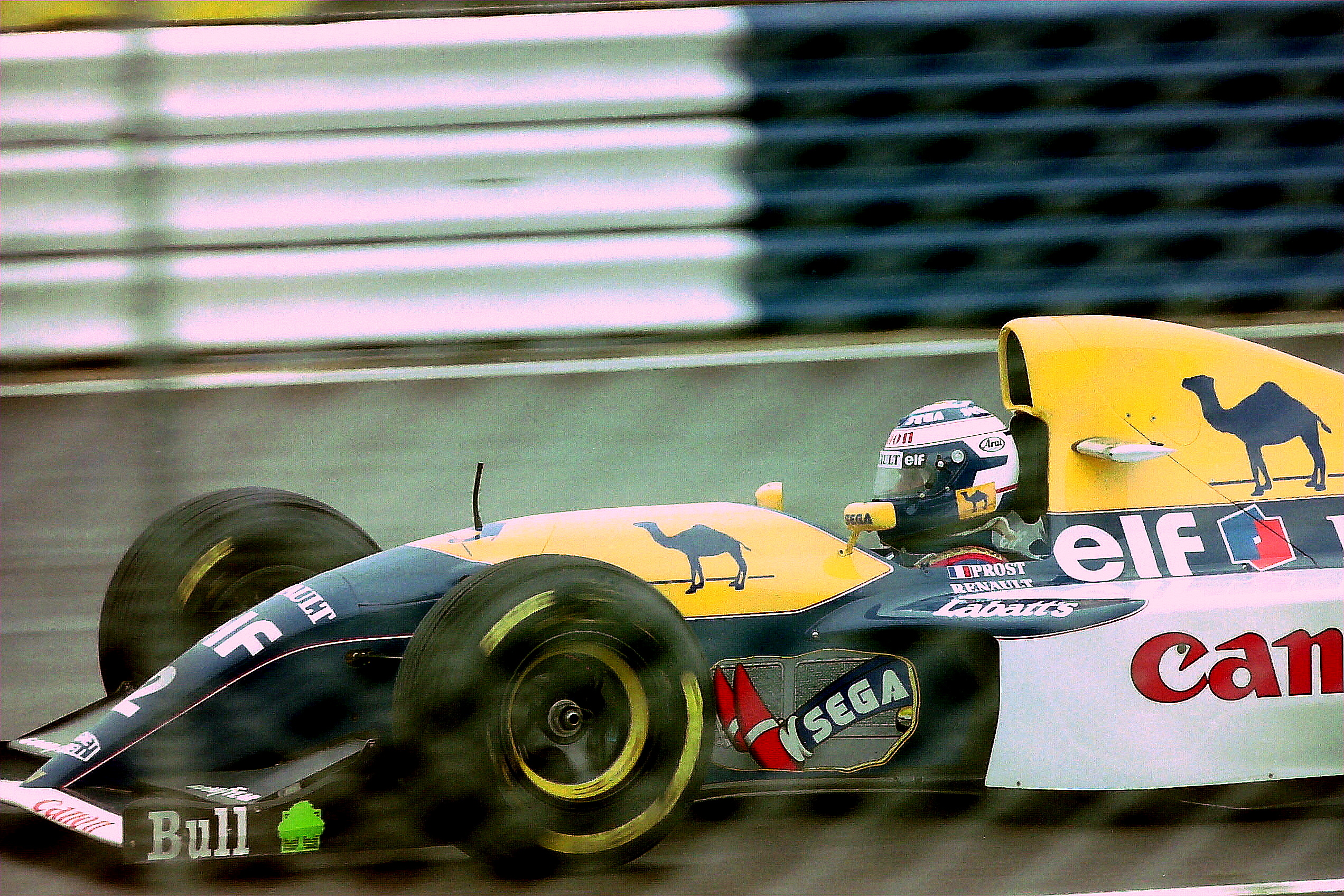
現役最終年ウィリアムズ時代（1993年）

前年に圧倒的なマシン性能差を見せつけたチームと、3度のチャンピオンという組み合わせが誕生。だが開幕前の予想とは裏腹にプロストにとって決して楽な展開にはならなかった。2021年の取材にてプロストは、「活動休止から復帰した時は大変だったんだ。ウィリアムズでの最初のテストドライブの時、ブランクによってフィジカル的にも精神的にも休養前と違いがあり、自分でも行けると思っていたのに驚くことが度々あった。体の反応を覚えなおしたり、目を慣らしたりなど全てが以前と違う。難しく感じた。時間が必要だったが、当時は毎週テストが出来たので感覚を戻すことが出来たんだ。」と実情を語った。
シーズン前半戦はウェットレースが連続したこともあり、雨のレースを得意とするマクラーレンのセナに活躍を許す。復帰第1戦となる開幕戦南アフリカGPこそ幸先良く勝利するが、続く第2戦ブラジルGPではトップ走行中のレース中盤、突然のスコールに対してチームとの無線連絡が錯綜してタイヤ交換のタイミングを逸した挙げ句にアクアプレーン現象でコントロールを失いクラッシュしてリタイアに終わる。更に第3戦ヨーロッパGPでは雨が降ったり止んだりのコンディションに翻弄されて7度のピットインを繰り返してセナに惨敗（結果は3位）。第6戦モナコGPではポールポジションを獲得するも、スタートでフライングと判定され、ペナルティストップを命じられた際にエンジンをストールさせて大きくタイムロス、2周遅れの最下位からファステストラップを記録しながら追い上げたものの、1周遅れの4位に終わる（プロスト自身は1993年のベストレースを「モナコGP」と発言している）。その後は第7戦カナダGPで優勝してポイントリーダーに返り咲くと、第10戦ドイツGPにかけて自己最多の4連勝を記録、ドイツGPでは通算51勝目を挙げたが、結果的にこれが現役最後の勝利となる。
しかし中盤戦以降、フル参戦初年であったチームメイトのデイモン・ヒルが経験を積むと共に次第にプロストに対して牙を剥き出しにし始める。プロストの地元である第8戦フランスGPで自身初のポールポジションを獲得したのを皮切りに、第11戦ハンガリーGPから第13戦イタリアGPまで3連勝を飾るなど、終盤戦までタイトル争いがもつれることになった。チャンピオン決定目前でエンジンブローに終わったイタリアGP後に手記したプロスト自身のコラムには「デイモンの存在が真剣に僕の心を掻きむしるんだ」とある。
プロストの完全な独走とはならなかった要因としては、初めて経験するアクティブサスペンションの挙動に慣れるのに時間を要したことや、ライバルチームもハイテク装置を装備してウィリアムズの優位性が縮小したこと、ウィリアムズ・FW15Cのクラッチの扱いに手こずり何度かエンジンストールを演じて大幅に順位を落とした事が数度あったこと、ペナルティやトラブルでポイントを失ったことなどがある。
第14戦ポルトガルGPを迎え、プロストは「1年間慎重に考慮してきた結果」として当季限りでの現役引退を表明した。後のインタビューではシーズン前に起きたFISAのスーパーライセンス発給拒否騒動や、不可解なペナルティなどで精神的ストレスが溜まっていた事をほのめかし、「あらゆることに嫌気がさして疲れてしまった」と語った。また、ロードレース世界選手権 (WGP) チャンピオンであるウェイン・レイニーが9月5日の決勝レース中事故で半身不随となったことが、自身の身体的に良い状態で引退したいという気持ちにつながったとも語る。本来はチャンピオン獲得後に発表する意向だったが、翌季のウィリアムズ入りが内定しているセナが先走って情報を漏らしたため、レース前に記者会見を行う形となった。
ポルトガルGPでは2位に入賞し、4回目の世界チャンピオンの座を獲得した。この時点ではファンジオの5回に次ぐ歴代2位の記録だった。チェッカーを受けた後、コース上にやって来たファンから手渡されたフランス国旗を掲げて走行した。

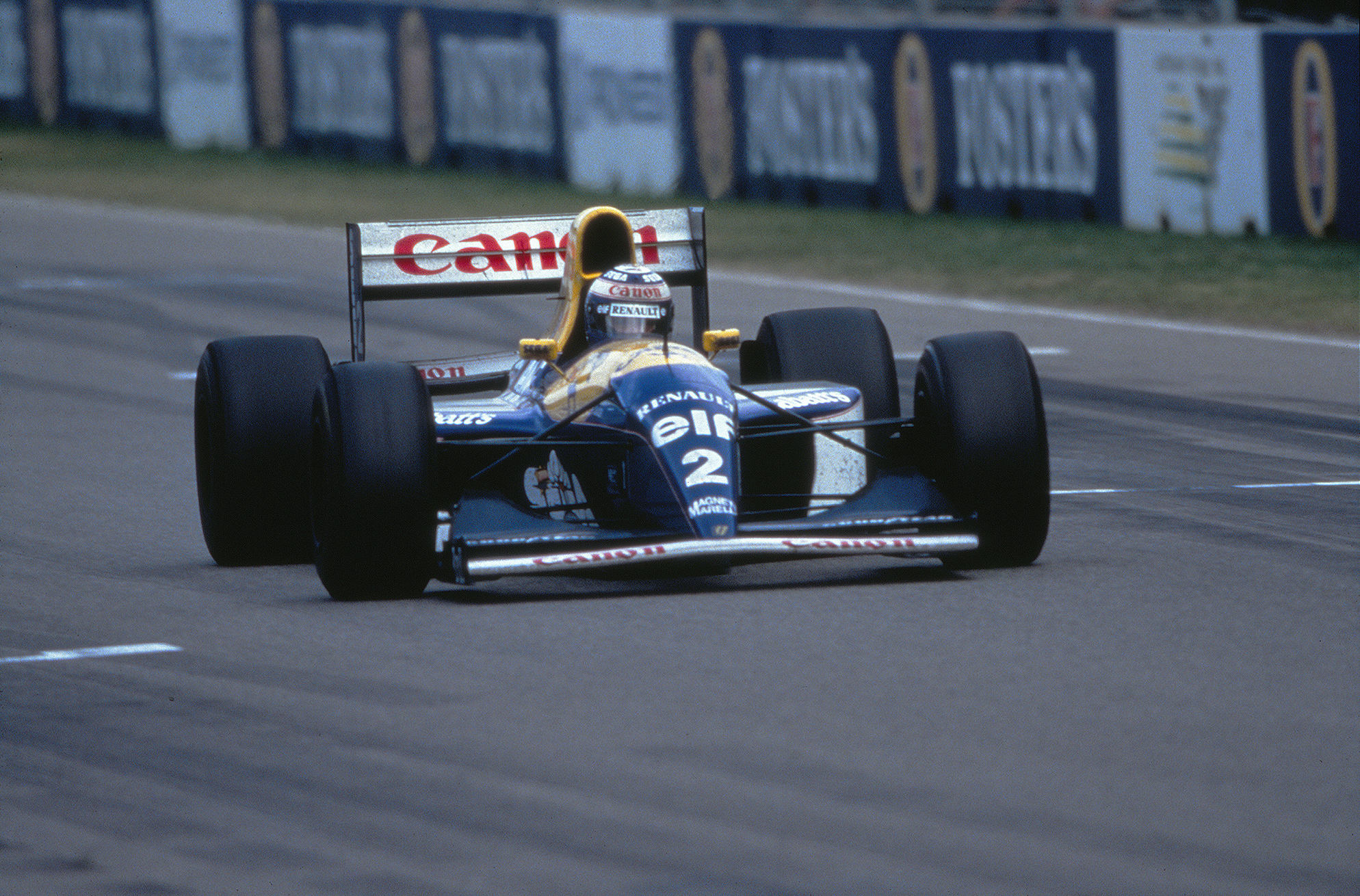
引退レースの最終戦オーストラリアGP（1993年）

その後の第15戦日本GPと最終戦オーストラリアGPでは共にセナ優勝、プロスト2位で終わった。最終戦オーストラリアGPでの表彰台ではデニスの仲介でセナと握手をしてみせた。この表彰式直前、パルクフェルメ内ではデニスを含めた3人で握手をしていた。
同年シーズンオフにはセナやヒル、そのほかアンドレア・デ・チェザリス、フィリップ・アリオー、ジョニー・ハーバートらと共にパリにてカート大会に参加、これが名実共に最後の「セナプロ対決」となった。

## F1ドライバー引退後
1994年は、マクラーレンのテストドライブに参加、新車MP4/9のシェイクダウンやTF1のテレビ解説者としてサーキットに帯同。サンマリノグランプリでは、フリー走行中のセナに無線でインタビューしている。セナの死後にプロスト復帰説が流れた事もあったが、プロストは強く否定した。
ドライバー引退後、ルノーのアドバイザーに就任し「ルノー親善大使」を拝命。自身が出演したルノー・ルーテシアのテレビCMが日本でも放映されていた。すれ違いできないような細く曲がりくねった一方通行の道を間違って対向してきた女性ドライバーのために、プロスト（もルーテシアに乗っていた）がその女性ドライバーのルーテシアを猛スピードでバックさせてあげるという内容のCMだった。
ルノーとの契約を1995年半ばで打ち切り、プロストは同年のイタリアGP終了後、マクラーレンのテストドライブに参加する。「現役復帰か」と騒がれるが、結局テクニカル・アドバイザー兼テストドライバーとしてチームに加入した。1996年2月には新車MP4/11のシェイクダウンや同シーズンのテストを担当した。
一方1995年末には、フェラーリの監督で以前より親交のあったジャン・トッドから、ミハエル・シューマッハのサポート役としてフェラーリでの現役復帰を持ちかけられた事があったが、辞退していたと述べたことがある。
フランスの氷上レースである『アンドロス・トロフィー』にたびたび参戦し、2006-2007、2007-2008年シーズンはトヨタ・オーリス、2011-2012年シーズンはダチア・ロッジーを駆って総合優勝者となっている。

## F1チーム設立

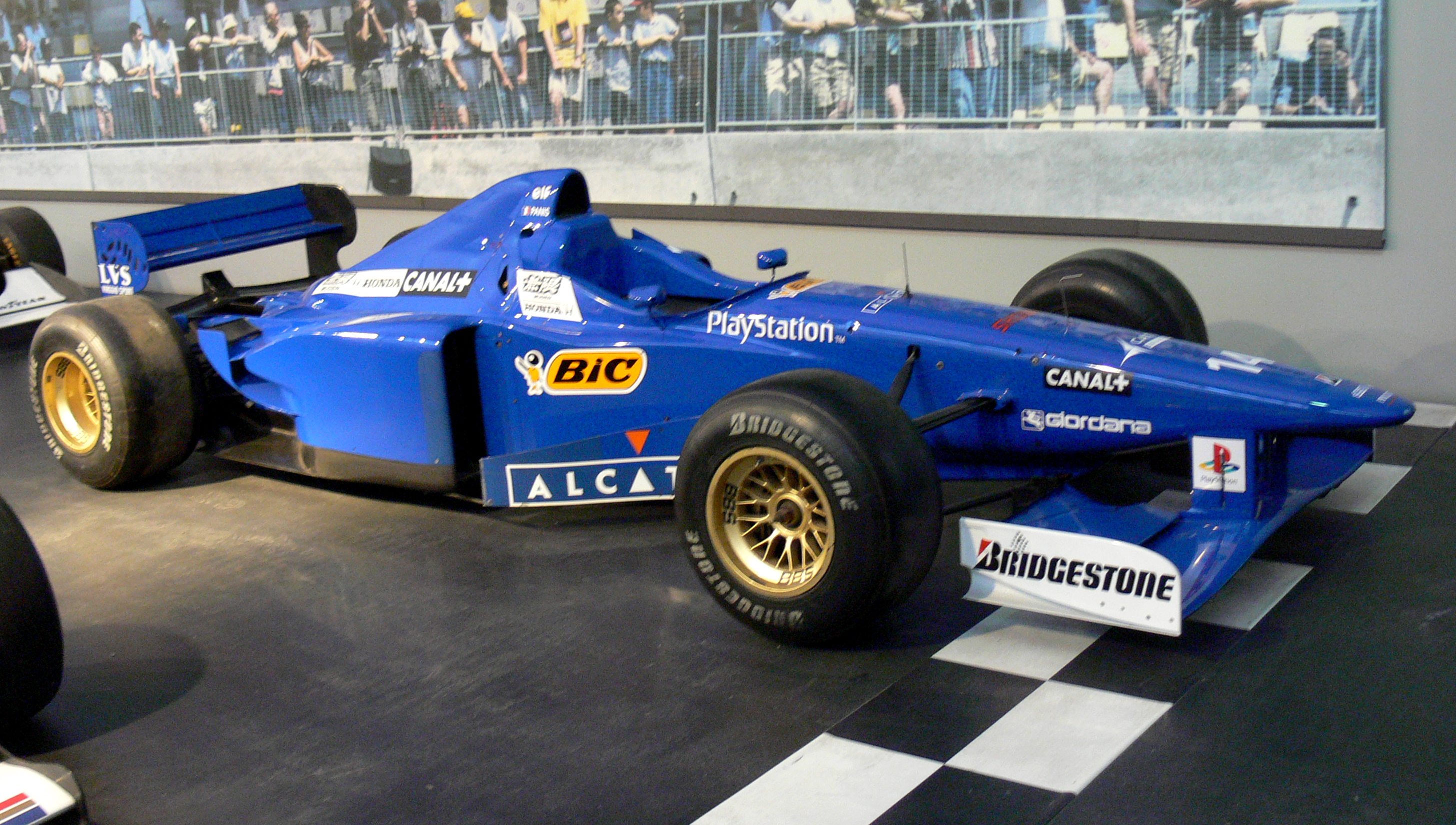
プロスト・無限ホンダJS45（1997年）

1997年にリジェを買収しF1チームのオーナーとなり、「プロスト・グランプリ」と改名しグランプリに参戦した。この年F1に参入したブリヂストンタイヤの性能もあり、参戦2戦目でオリビエ・パニスが表彰台を獲得し、翌3戦目には予選3位を獲得するなど、デビューイヤーとしては一定の活躍を見せた。しかしこの前年から既に契約が決まっていたプジョーの関係者をファクトリーに招き、無限エンジンを勝手に見せることなどをしたため無限首脳を激怒させた。1998年にはプジョーと手を組んでオールフレンチチームとなったが、好成績には繋がらず、結局2002年初めにチームは破産の憂き目にあった。

## 近年

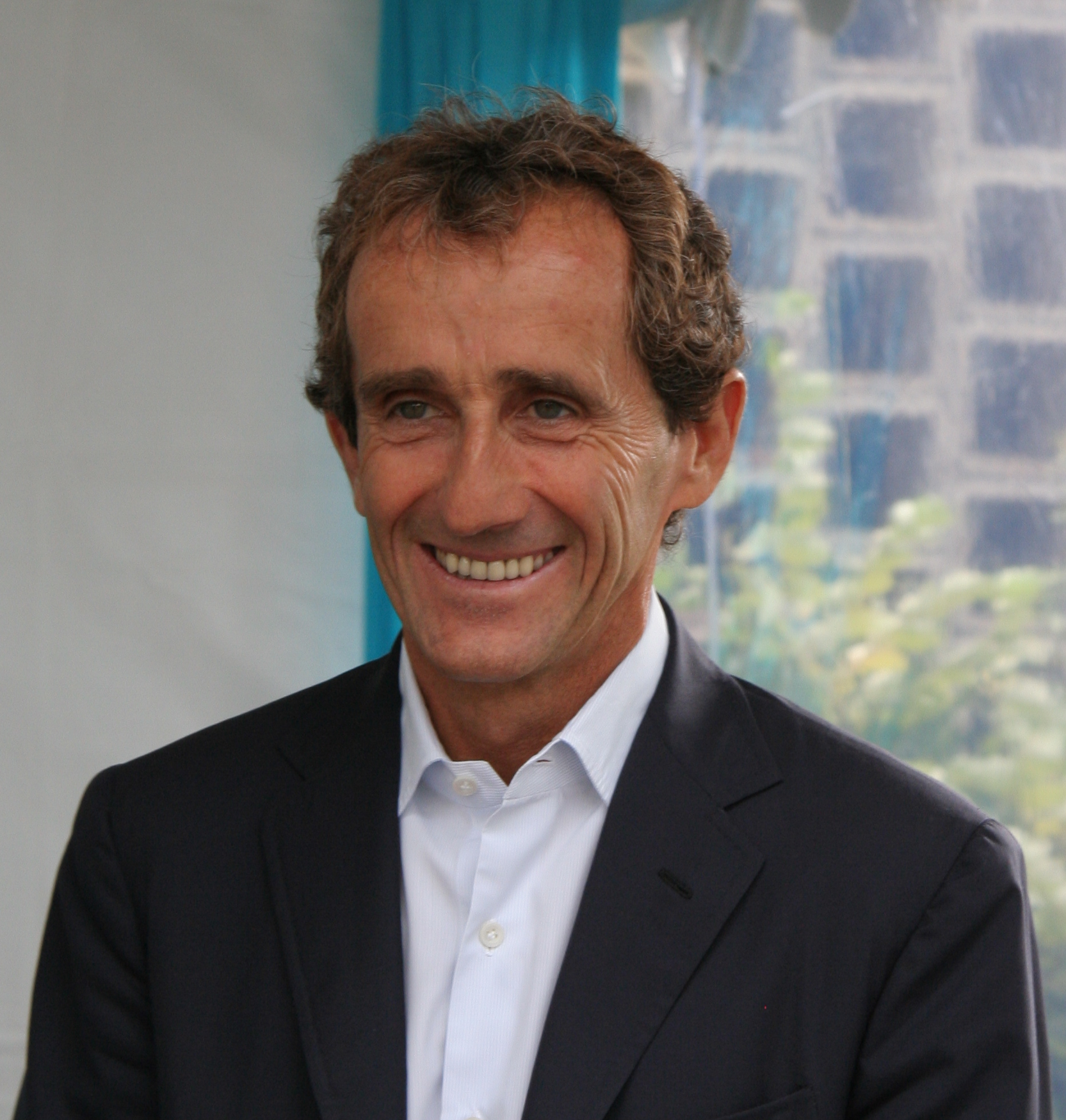
引退後のプロスト（2009年）

2003年からはフランスの氷上レース、アンドロス・トロフィーにオペル・アストラで参戦。2004年はフランストヨタの支援を得て、トヨタ・カローラで参戦している。トヨタとの関係が出来たことから、トヨタF1チームのアドバイザー就任が報じられたこともあったが、実現はしていない。
2005年、プレゼンターとしてフランスGPを訪問。久々にF1の舞台に姿を現し、優勝したルノーのフェルナンド・アロンソにトロフィーを手渡した。またアロンソはこの年、プロストが果たせなかった「ルノーのコンストラクターチャンピオン獲得」に貢献している。
またこの年は「Exagonエンジニアリング」よりクライスラーバイパーGTS-Rで、ジャン・ピエール・ジャブイーユをパートナーとしてフランスGT選手権に参戦。9月のル・マンと10月のマニ=クールでは、ジャブイーユに代わり実子のニコラをパートナーとしている。
2006年には、ルノーF1の日産ブランドへの変更とは別の話として、日産と組んでF1に参戦するのではないかと噂された。
2007年には、マクラーレン・チームのドライバー間の対立（ロン・デニスが昨シーズンチャンピオンのアロンソを差し置いて、ルーキーでデニスと同じイギリス人のルイス・ハミルトンに肩入れしているとされた問題）に関し、「以前にもデニスは自分よりセナを贔屓していた」と、自らの経験に基づいた発言が幾度かメディアに流れた。
2009年にはダチアと手を組み、氷上レース「アンドロス・トロフィー」に参戦。ダスターで2009-2010シーズンは総合2位、2012シーズンにはロッジーグレイスで総合1位の成績をおさめた。
2014年からは、フォーミュラEに参戦するe.DAMSに共同オーナーとして参加。同チームはニコラをドライバーとして起用しており、親子タッグが実現している。またこれと並行してルノーのブランドアンバサダーも務めた。
2016年よりワークスに復帰したルノーF1には初年度は関与せず、翌2017年からスペシャルアドバイザーに就任している。チームがアルピーヌF1となってからも引き続きチーム運営に関与していたが、2021年末にプロストは契約を打ち切りチームを離脱した。

## ドライビングスタイル
ルノー所属時までは予選重視のアグレッシブな走りであったが、ニキ・ラウダにチャンピオン争いで僅差で敗れてからは決勝レースをより重視し、スムーズな加減速と追い抜きを武器にポイントを重ねるレース戦略を採るようになった。ライバルの動向も含めたレース展開全体を考慮し、安全マージンを取りつつも、必要に応じてペースを上げるような無駄のないレース内容を重ねるうち、「プロフェッサー」と呼ばれるほどになった。この頃よりファステストラップも多く獲得するようになった。

### セットアップ能力
マクラーレンで黄金期を共に築いたマシンデザイナーのジョン・バーナードは1987年のインタビューで、「アラン・プロストは、デザイナー側の根本的なマシン設計ミスをそのセッティング能力でカバーしてしまう。マシンを造る側からしたらとても難しい相手でもある。」と述べ、1990年のインタビューでも、「私は1989年にフェラーリを離れる決心をしていたが、その夏にプロストがフェラーリに来るという話になった。彼が来ればフェラーリのマシンは彼のセットアップ能力によってタイトルを争える車に仕上がるだろう。私はフェラーリに残留することも真剣に考えたよ。」と述べ、「プロストはマシンセッティングのお手本」と発言している。
1986年のチームメイト、ケケ・ロズベルグの解説によれば、傍目にはスムーズに見えるプロストのコーナリングは、ブレーキをかけないまま曲がっていき、曲がりながらロック寸前までブレーキをかけ一気に転回し、そこから全開で加速する独特なもので、ロズベルグも真似したがどうしても出来なかったという。ロズベルグは付け加えて「記憶力と分析能力という重要な2つが特に備わっていた。どこをどうセッティングしたらこういうタイムになる、ということをすべて記憶していて実践できる。これはものすごい能力だった」と証言している。
ロズベルグの次にチームメイトとなったステファン・ヨハンソンも似た証言をしており、「マシンをセッティングしていくとき、プロストには独自の理論と知性があった。それがラウダと組んだとき覚えたことなのか判らないけど、エンジニアは彼の言っていることを聞いてその通りにするだけでいいんだ、すべて彼の言ったとおりの結果になるんだから。その記憶力はそばで見ていてショックを受けたし、彼の仕事を見て学ぶことが多かった。僕のあとマクラーレンに加入したセナも同じようにアランから学んだだろうと確信している」と話す。
1987年にヨーロッパラウンドを終えた中嶋悟が今宮純による取材を受けた際、F1に来て印象に残ったことを問われ、「僕たち日本人ドライバーは富士や鈴鹿をたくさん走り込んで自分の（セッティングの）形ってのを作るでしょ。プロストって、どこに行ってもすぐにその形ができちゃうわけ。一体どうなってるんだろうね？」と他チームながら驚いたと語っている。
プロストは「チームメイト用のセットアップでそのまま走れたのはラウダとセナだけ」と発言しており、マシンの持つ最大性能を引き出すセッティングは3人とも同じ方向であった。最後のチームメイトとなったデイモン・ヒルは、同じセッティングで走っていたプロストのハンドル操作が極めて少ないことをテレメトリーデータから知り、プロストの走法を学ぶようになった。

### タイヤを傷めない
ニュートラルステアのマシンセッティングを好み、少ないハンドル操作量によりタイヤを傷めにくい走りを身につけていた。そのタイヤを労わって走る技術が活かされた例が1986年最終戦オーストラリアGPであり、接触ダメージのためプロストはレース中盤にピットインしたが、その際に交換したタイヤ表面の状態が想定より良好だったのを確認したグッドイヤーのタイヤエンジニアが「タイヤは交換しなくても大丈夫かもしれない」と他チームにインフォメーションをしたことが「マンセルのタイヤ交換をしない」というウイリアムズチームの判断につながり、結果的にマンセルは終盤タイヤの状態が厳しくなりバースト、リタイアとなった。マンセルはチャンピオンを逃し、このレースを逆転勝利したプロストがワールドチャンピオンとなった。1987年と1988年のブラジルGPでは猛暑の中、ライバルよりも1回少ないタイヤ交換で優勝している。1989年の同グランプリでは、予定されていた2回目のタイヤ交換が出来ず（クラッチトラブルの影響）、序盤に交換したタイヤで最後まで走り切り2位を獲得した。このレース後プロストは「優勝より嬉しい2位」と述べている。

### ホンダ陣営との見解の相違
後藤治（元ホンダF1プロジェクトリーダー）はメディアを利用してホンダ批判をしたプロストに良い印象を持っておらず、そのドライビングについて「“プロフェッサー（教授）”と呼ばれてるが、あれほど実像からかけ離れたニックネームも珍しい。プロストは若い時からいいクルマに乗り続け、いい体験をいっぱいしていて、どういう方向にクルマをセットアップすれば良いのか経験的にわかっているのが財産。1989年にプロストは加速でセナに負けたから、ホンダを“エンジン操作している”と批判する発言を繰り返した。でも、データを見るとセナが高回転まで使っているのに対してプロストは使えてないんですよ。この時はもうNAエンジンになっていて、（ターボ時代と違って）燃費は関係ないから回転を抑えて走っても意味がない。でもプロストは理屈を分からずに走ってターボ時代同様に回転を抑えて走っていた。こちら側からこの技術的なことを説明しようとしても聞こうとしないし、興味がない。我々も困って、あの当時MP4/5がまだアナログのタコメーターでしたから、“この回転数まで必ず引っ張るように”という目盛り代わりのステッカーを貼ってあげたんです。もちろん、非常に速いドライバーですよ。タイヤの使い方は抜群です。でも、今（2004年取材時）ならチャンピオンになれないでしょう」と厳しく評している。
プロストが自分用とセナ車との違いに疑念を抱きはじめたのは1989第5戦アメリカGPで、フェニックス市のビル街を飛び交う電波がセナ車のエンジンのECUを狂わせてリタイアに追い込まれるという珍しいトラブルが起こった。この症状はセナ車のみでプロスト車には発生しなかったことから、プロストは自分のエンジンとセナのエンジンのECUが同一ではないと考え、ホンダがセナを優遇していると主張するきっかけの一つとなった。この加速および燃費性能の差異には後年も納得しておらず、「ホンダスタッフは89年のエンジン燃費について繰り返しドライビングスタイルの違いだと説明して、ぼくのスロットルの使い方のせいで8%燃費が（セナよりも）悪くなっていると言った。でもテレメトリー解析を見てみれば2人とも同じ11800回転まで使い切っているし、セナは僕のスリップストリームから軽々と抜いて行けるけど僕はその逆はできない。エンジンそのものは二人とも同じだったと僕も思うけど、問題は燃費マネージメントシステムのコンピュータチップにあった。シーズン終了後には彼ら（ホンダ）はそこには違いがあったことをぼくに白状したんだよ。プレス関係者にもマクラーレンにさえもそれは知らせていないと言っていたが」と生じていた溝について語り、信頼関係が崩れていたと証言している。
こうして1989年の現場で意見の相違があったが、プロストはホンダに対してのリスペクトを無くした訳ではなく、1992年をもってF1を撤退したホンダが1998年に第3期F1活動の始動が報じられた際には、すでに自身がプロスト・グランプリオーナーとしてF1に参戦を開始していたが、「今回のホンダは強力なコンストラクターと組んで復帰という安易な道を選ばなかった。そうすればホンダはおそらくすぐにまたF1で勝つレベルに達すると思うけど、そうしなかった。これは素晴らしいチャレンジだし、F1にとってホンダが戻るのは素晴らしい事だ。私はホンダの決断に心からの敬意を表したい」とエールを述べている。

### 雨嫌い
プロストは雨のレースを極端に苦手としている、と評されることが多い。雨を嫌うようになったのは、後述するディディエ・ピローニとの事故（1982年）が契機となっている。本人によるとピローニの事故に遭遇するまでは、雨の方が得意だった。また、滑ることが問題なのでは無く、前車の水煙が前方視界を奪ってしまうリスクを恐れている、と語っている。それを証明するように1984年モナコGPでは雨のなか優勝、1988年イギリスGPでは豪雨の中、良いところなく自主的にピットインしリタイヤしたが、次のドイツGPでは視界に影響しない程度のウエット・コンディションであったため、セナに次ぐ2位でフィニッシュしている。1989年の最終戦オーストラリアGPではあまりにも激しい雨だったため、他のドライバーに出走を取りやめるようスターティンググリッド上を一台一台歩いて回り働きかけを行い、強行された2回目のスタート後もプロストだけがマシンに乗らなかった。バーニー・エクレストンがスタートだけでもしてほしいと説得したが、「レーサーはそのテクニックで給料をもらってるんだ。こんな洪水の中で技量なんか関係ないじゃないか」と怒りをぶつけ意思を曲げなかった。その他、雨だった1991年サンマリノGPや1993年ブラジルGP、ヨーロッパGP、日本GPで勝利を逃している。
1982年の西ドイツGP（ホッケンハイムリンク）、第1日目フリー走行は視界が極端に悪い霧雨の中で行われたが、スタジアムセクション手前のストレートでスローダウンした前車をプロストが追い抜いたところ、後ろからアタック中だったピローニがこれを視認できず、ピローニ車の前輪がプロスト車の右後輪に乗り上げる事故が発生。ピローニ車はプロスト車を飛び越えて前方の路面に叩きつけられ、ピローニは両足を切断寸前の複雑骨折を負い、レーサー生命を絶たれるという惨事に発展してしまう。プロストに過失は一切なかったが、事故直後に目の当たりにした親友ピローニの惨状が、その後の人生において大きなトラウマとなった。
2012年の「F1速報PLUS」Vol.28において、「1980年のF1第14戦ワトキンズ・グレン（決勝は欠場した）で予選日にクラッシュした際に強く頭部を打ち、右目の視力が低下してしまった」ということが発覚している。とくに雨で日照がなく薄暗いコンディションでは前がよく見えなかったという。現役時代のプロストはこの症状を抱えていた事を公表していなかった。
このほか、サーキットコースの好みでは、「デトロイト市街地コースは嫌い」と発言したことがある。

## エピソード
- 父は家具職人で裕福ではなかった。そのためレース人生で自費で出走したのは「初めて参戦するレースに必要な中古のカートを、アルバイトをして貯めた800フランで買った時だけだ」という。
- 鼻が曲がっているが（そのために少々ぼそぼそとした鼻声）、これは、小学生の頃サッカーの試合中に怪我をしたことが原因だという。
- 子どもの頃からのサッカー好きはF1レーサーとなった後も変わらず、1986年デトロイトGPでの6月21日土曜日の公式予選が、1986 FIFAワールドカップメキシコ大会の準々決勝・ミシェル・プラティニのフランス代表対ジーコのブラジル代表の一大決戦の試合時間と完全に重なっていたため見ることが出来ず、悔しがっていたという。1998 FIFAワールドカップフランス大会の折には、プロストGPのピットに大型モニターを持ち込んで観戦。他所のF1チーム関係者も詰めかけて大盛況となった。なお、サッカー選手を目指していた関係でレースデビューは15歳の時と他のトップドライバーに比べると遅い。
- 爪を噛むクセがある。眉間にシワを寄せ、タイミングモニターを見つめながら爪を噛んでいる姿がしばしば捉えられた。
- 自転車(ロードバイク)の愛好家であり、自身のSNSでも度々関連する画像を投稿している[47]。ツール・ド・フランス開催期間中のレース休息日に当年開催ステージの一つを走る市民レーサー参加型サイクリングイベント「エタップ・デュ・ツール」や、フランスの自転車ロードレーサーでツール・ド・フランスにおいて7度の山岳賞（史上最多）に輝いたリシャール・ヴィランクの引退レース等を走っている。
- ゴルフも好きな競技の一つである。1989年にジャック・ラフィットと共同出資でディジョン郊外のゴルフ場（27ホール）のオーナーとなった。腕前は、「ハンデは10。ナイジェル（マンセル）のハンデは2だから彼の方が上手だよ」と話しているほか[48]、一緒にプレイした機会があった中嶋悟も「僕がプロストに勝てるのはゴルフくらいかな（笑）」と述べたことがある。
- 出走回数は199が最も多く流布している数字だが、プロストが予選を通過し決勝に進出したレースは201であり、199はこれから「豪雨のため出走を拒否した」1989年オーストラリアグランプリと「フォーメーションラップ中のスピン」でスタート出来なかった1991年サンマリノグランプリを引いた数字である。当時はこのようなケースでは出走数に含まれないのが一般的だったが、現在はマシントラブル等でフォーメーションラップに出られなかったり、フォーメーションラップ中にストップした場合でも、出走回数としてカウントすることが多くなりつつある。このため、史家の中にはプロストの出走回数を200あるいは201と記録する者もいる。FIAの公式データでは200であり、本項ではこれに従っている。
- 1981年から1983年までは所属するルノーとの契約で、日常でも同社の小型車に乗ることを義務づけられていたプロストは、その年の暮れルノーを離脱するとすぐにメルセデス・ベンツ560SECを注文した。10年後の1993年ウィリアムズ移籍により再びルノー陣営となるが1995年、ルノー親善大使の契約を打ち切ったプロストがドライブしたのはメルセデス・エンジンを搭載したマクラーレン・MP4/10であった。
- 1983年のルノーからの離脱は、ルノーは当時フランスの国営企業だったこともありフランス国内で大きく報道され騒動となった。フランスのジャーナリストらから「脱税犯」「非国民」呼ばわりもされ、購入したばかりだった愛車のベンツまでも襲撃されたという。プロストは自身と家族の安全を考え、スイスに移住する決意をした。
- スイス移住の要因の一つとしてフランスの高い税率を挙げ、「フランスでは、僕の収入の85%が税金として持っていかれる。16のグランプリのうち15が国外で行われていて、僕がフランスで仕事をするのは年に1レースだというのにね。サーキットで僕が負っている膨大なリスクを残り15%の額で埋めることはできないよ」と述べたことがある[49]。
- 1987年、マクラーレンのデザイナーだったゴードン・マレーと共に、翌年からパートナーとなることが決まったホンダの日本国内の研究施設を訪問した際に、行く先々で日本のエンジニアたちが2人をジロジロと見るので、「お前みたいな大男（マレーは身長196cm[50]）は日本にいないからだ」「いや、お前みたいに鼻の曲がった奴は日本にいないからだ」と互いにからかいあいながら施設を見学したという。
- 1988年に初めてホンダエンジンユーザーとなったが、ホンダからオフロード用の「ホンダ・アフリカツイン」と、ロード用「VFR750F」が贈られ大変喜んだ[51]。数年後に雑誌で自宅ガレージを紹介する企画でもこのオートバイを披露している[52]。
- 1993年末にパリで開催されたチャリティ･カート大会では、他のドライバーが派手にテールスライドさせてコーナーを曲がっているのに対し、プロストはほとんどテールスライドをしないスムーズな走りを披露した。それを見たセナは「どうしてあの走りであのタイムが出るんだ!」と驚愕した。レースではトップを走行するアンドレア・デ・チェザリスとそれを追うセナのすぐ後ろにつけて熾烈なトップ争いを展開。最後の対決に会場は大いに沸いた。結果は、エンジントラブルからスローダウンしたセナと同じくトラブルの発生したデ・チェザリスを後ろにぴったりつけていたプロストがかわして優勝という、最後までプロストスタイルでの完勝であった。
- プロストがチャンピオン獲得時に着けていたカーナンバーは、連覇した1986年の「1」以外は、1985年、1989年、1993年の全てが「2」である。
- 1993年限りで引退を表明していたが、そのシーズンオフに古巣であるマクラーレンからの要請に応える形でプジョー・エンジンを搭載したMP4/9をテストドライブした。マクラーレンとプロストの縁ではあったが、結果的に同国のライバルであるプジョーに加担することになったプロストのこのテスト参加にルノー首脳陣は激怒し、後にプロスト自身がF1チームを所有した際にエンジン供給を打診されたが拒否した要因と言われている。
- プロストがテレビ解説を務めていた1994年ドイツグランプリでは、スタート直後に10台がリタイアする多重クラッシュが発生する波乱もあり、通常は中段に埋もれるのが常となっていたリジェの2台が表彰台を獲得したが、この当時リジェのマネージャーは、フェラーリ時代に反目したチェーザレ・フィオリオが務めていた。マイクのスイッチが入っていないと思っていたプロストは「あの○○野郎、ついてやがるぜ」と呟き、この声がそのまま生放送されてしまった。しかしその後自身のチームプロストGPではそのフィオリオを招聘している。
- ジャン・アレジとは、フェラーリ時代チームメイトであったり結婚式の立会人を務めるなど公私共に友人であるが、2人がF1で同時に出走していた55レースでプロストは31回、アレジは7回の表彰台登壇機会があったにもかかわらず、2人同時に表彰台に立ったことは1度も無かった。
- ル・マンのサルト・サーキット（ブガッティ・サーキット）にはプロストの名を冠したカートコースがある。
- 1982年チャンピオンのケケ・ロズベルグは、1986年チームメイトになった際に、「プロストは私が今まで見た中で最高のF1ドライバーだ」と発言したが、「本当にそう思いますか?」と記者に聞かれた。するとロズベルグは、「私はプロストが世界最高だと思っているわけではない。世界最高だと知っているのだ」と、答えた[53]。
- 初代ホンダF1監督の中村良夫は、「非力なクルマでもなんとか勝ってしまう。あれこそが本当のグランプリドライバーですよ」と絶賛していた[54]。またプロストも中村には信頼を置いており、自身がフェラーリから契約解除される騒動の渦中でも中村の依頼には応じてインタビュー取材を受けている[55]。

## レース成績

### ヨーロッパ・フォーミュラ2選手権
| 年     | チーム                           | シャシー         | エンジン | 1   | 2   | 3   | 4       | 5   | 6   | 7   | 8   | 9      | 10  | 11  | 12      | 13  | 順位 | ポイント |
| ------ | -------------------------------- | ---------------- | -------- | --- | --- | --- | ------- | --- | --- | --- | --- | ------ | --- | --- | ------- | --- | ---- | -------- |
| 1977年 | ルノー・エルフ・レーシングチーム | ジャブイーユ・2J | ルノー   | SIL | THR | HOC | NÜR     | VLL | PAU | MUG | ROU | NOG 10 | PER | MIS | EST Ret | DON | NC   | 0        |
| 1978年 | Fred Opert Racing                | シェブロン・B40  | ハート   | THR | HOC | NÜR | PAU Ret | MUG | VLL | ROU | DON | NOG    | PER | MIS | HOC     |     | NC   | 0        |

### ヨーロッパ・フォーミュラ3選手権
| 年     | チーム             | シャシー         | エンジン | 1     | 2     | 3     | 4      | 5     | 6       | 7      | 8       | 9     | 10      | 11    | 12  | 13    | 14  | 15    | 16      | 順位 | ポイント | 参照   |
| ------ | ------------------ | ---------------- | -------- | ----- | ----- | ----- | ------ | ----- | ------- | ------ | ------- | ----- | ------- | ----- | --- | ----- | --- | ----- | ------- | ---- | -------- | ------ |
| 1978年 | エキュリエ・エルフ | マルティニ・MK21 | ルノー   | ZAN   | NÜR   | ÖST   | ZOL 10 | IMO   | NÜR DNS | DIJ 10 | MNZ 15  | PER   | MAG Ret | KUN   | KAR | DON 6 | CAS | JAR 1 | VLL Ret | 9位  | 10       | [ 56 ] |
| 1979年 | エキュリエ・エルフ | マルティニ・MK27 | ルノー   | VLL 2 | ÖST 1 | ZOL 1 | MAG 1  | DON 3 | ZAN 1   | PER    | MNZ DNQ | KUN 1 | KIN NC  | JAR 1 | CAS |       |     |       |         | 1位  | 67       | [ 57 ] |

### フォーミュラ1
| 年     | 所属チーム   | シャシー | 1       | 2       | 3       | 4       | 5       | 6       | 7       | 8       | 9       | 10      | 11      | 12      | 13      | 14      | 15      | 16      | WDC  | ポイント |
| ------ | ------------ | -------- | ------- | ------- | ------- | ------- | ------- | ------- | ------- | ------- | ------- | ------- | ------- | ------- | ------- | ------- | ------- | ------- | ---- | -------- |
| 1980年 | マクラーレン | M29B     | ARG 6   | BRA 5   | RSA DNS | USW     |         |         |         |         |         |         |         |         |         |         |         |         | 16位 | 5        |
| 1980年 | マクラーレン | M29C     |         |         |         |         | BEL Ret | MON Ret | FRA Ret | GBR 6   | GER 11  | AUT 7   |         |         |         |         |         |         | 16位 | 5        |
| 1980年 | マクラーレン | M30      |         |         |         |         |         |         |         |         |         |         | NED 6   | ITA 7   | CAN Ret | USA DNS |         |         | 16位 | 5        |
| 1981年 | ルノー       | RE20B    | USW Ret | BRA Ret | ARG 3   | SMR Ret | BEL Ret |         |         |         |         |         |         |         |         |         |         |         | 5位  | 43       |
| 1981年 | ルノー       | RE30     |         |         |         |         |         | MON Ret | ESP Ret | FRA 1   | GBR Ret | GER 2   | AUT Ret | NED 1   | ITA 1   | CAN Ret | CPL 2   |         | 5位  | 43       |
| 1982年 | ルノー       | RE30B    | RSA 1   | BRA 1   | USW Ret | SMR Ret | BEL Ret | MON 7   | DET NC  | CAN Ret | NED Ret | GBR 6   | FRA 2   | GER Ret | AUT 8   | SUI 2   | ITA Ret | CPL 4   | 4位  | 34       |
| 1983年 | ルノー       | RE30C    | BRA 7   |         |         |         |         |         |         |         |         |         |         |         |         |         |         |         | 2位  | 57       |
| 1983年 | ルノー       | RE40     |         | USW 11  | FRA 1   | SMR 2   | MON 3   | BEL 1   | DET 8   | CAN 5   | GBR 1   | GER 4   | AUT 1   | NED Ret | ITA Ret | EUR 2   | RSA Ret |         | 2位  | 57       |
| 1984年 | マクラーレン | MP4/2    | BRA 1   | RSA 2   | BEL Ret | SMR 1   | FRA 7   | MON 1‡  | CAN 3   | DET 4   | DAL Ret | GBR Ret | GER 1   | AUT Ret | NED 1   | ITA Ret | EUR 1   | POR 1   | 2位  | 71.5     |
| 1985年 | マクラーレン | MP4/2B   | BRA 1   | POR Ret | SMR DSQ | MON 1   | CAN 3   | DET Ret | FRA 3   | GBR 1   | GER 2   | AUT 1   | NED 2   | ITA 1   | BEL 3   | EUR 4   | RSA 3   | AUS Ret | 1位  | 73 (76)  |
| 1986年 | マクラーレン | MP4/2C   | BRA Ret | ESP 3   | SMR 1   | MON 1   | BEL 6   | CAN 2   | DET 3   | FRA 2   | GBR 3   | GER 6   | HUN Ret | AUT 1   | ITA DSQ | POR 2   | MEX 2   | AUS 1   | 1位  | 72 (74)  |
| 1987年 | マクラーレン | MP4/3    | BRA 1   | SMR Ret | BEL 1   | MON 9   | DET 3   | FRA 3   | GBR Ret | GER 7   | HUN 3   | AUT 6   | ITA 15  | POR 1   | ESP 2   | MEX Ret | JPN 7   | AUS Ret | 4位  | 46       |
| 1988年 | マクラーレン | MP4/4    | BRA 1   | SMR 2   | MON 1   | MEX 1   | CAN 2   | DET 2   | FRA 1   | GBR Ret | GER 2   | HUN 2   | BEL 2   | ITA Ret | POR 1   | ESP 1   | JPN 2   | AUS 1   | 2位  | 87 (105) |
| 1989年 | マクラーレン | MP4/5    | BRA 2   | SMR 2   | MON 2   | MEX 5   | USA 1   | CAN Ret | FRA 1   | GBR 1   | GER 2   | HUN 4   | BEL 2   | ITA 1   | POR 2   | ESP 3   | JPN Ret | AUS Ret | 1位  | 76 (81)  |
| 1990年 | フェラーリ   | 641      | USA Ret | BRA 1   | SMR 4   | MON Ret |         |         |         |         |         |         |         |         |         |         |         |         | 2位  | 71 (73)  |
| 1990年 | フェラーリ   | 641/2    |         |         |         |         | CAN 5   | MEX 1   | FRA 1   | GBR 1   | GER 4   | HUN Ret | BEL 2   | ITA 2   | POR 3   | ESP 1   | JPN Ret | AUS 3   | 2位  | 71 (73)  |
| 1991年 | フェラーリ   | 642      | USA 2   | BRA 4   | SMR DNS | MON 5   | CAN Ret | MEX Ret |         |         |         |         |         |         |         |         |         |         | 5位  | 34       |
| 1991年 | フェラーリ   | 643      |         |         |         |         |         |         | FRA 2   | GBR 3   | GER Ret | HUN Ret | BEL Ret | ITA 3   | POR Ret | ESP 2   | JPN 4   | AUS     | 5位  | 34       |
| 1993年 | ウィリアムズ | FW15C    | RSA 1   | BRA Ret | EUR 3   | SMR 1   | ESP 1   | MON 4   | CAN 1   | FRA 1   | GBR 1   | GER 1   | HUN 12  | BEL 3   | ITA 12  | POR 2   | JPN 2   | AUS 2   | 1位  | 99       |

- 太字はポールポジション、斜字はファステストラップ (key)。‡はハーフポイント。
- † : リタイアだが、90%以上の距離を走行したため規定により完走扱い。

カーナンバー
8（1980年）
15（1981-1983年）
7（1984年）
2（1985、1989、1993年）
1（1986、1987、1990年）
11（1988年）
27（1991年）